# Lough Erne
Lough Erne (irisch Loch Éirne) bezeichnet zwei sich über eine Länge von etwa 80 km erstreckende Seen im Flussgebiet des Erne, die überwiegend zum britischen Nordirland, zu einem kleineren Teil auch zur Republik Irland gehören. Die Seen (Upper Lough Erne und Lower Lough Erne) werden intensiv zum Angeln und zum Bootstourismus genutzt. Hauptort der Region ist die auf einer Insel zwischen beiden Seen liegende Stadt Enniskillen. Für Boote sind beide Teile des Sees durchgehend befahrbar; je nach Wasserstand ist ein Schleusenvorgang erforderlich; die Schleuse (Portora Lock) befindet sich stromabwärts von Enniskillen an der Engstelle zwischen den beiden Seen.

## Überblick

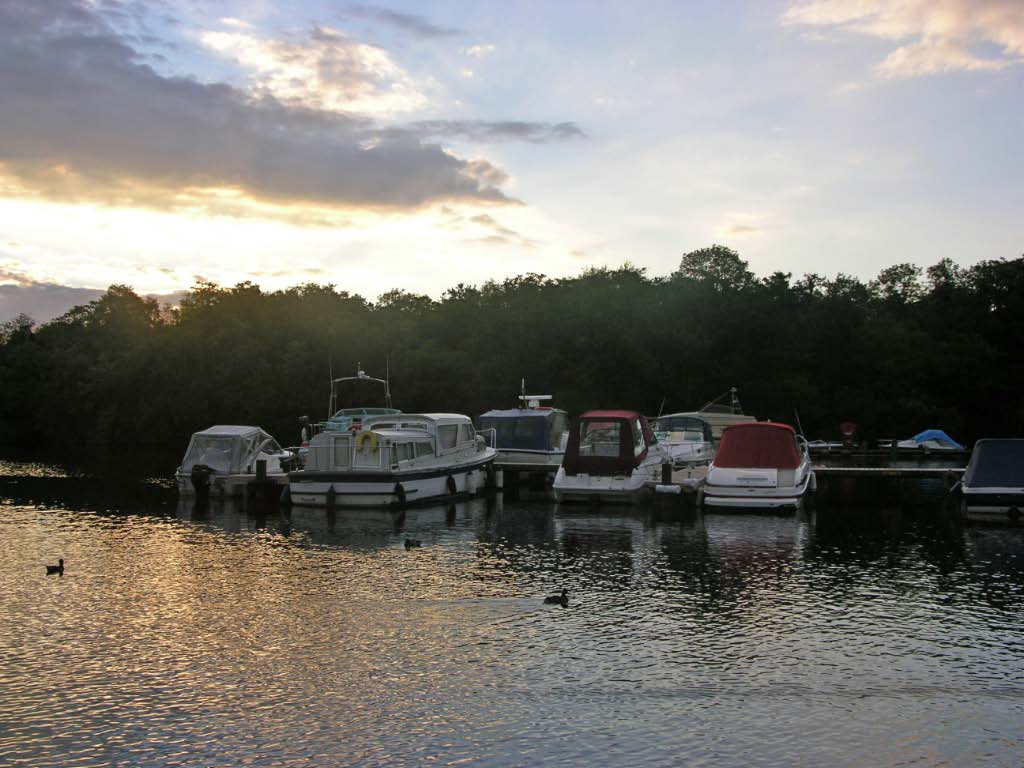
Abendstimmung auf dem Lough Erne

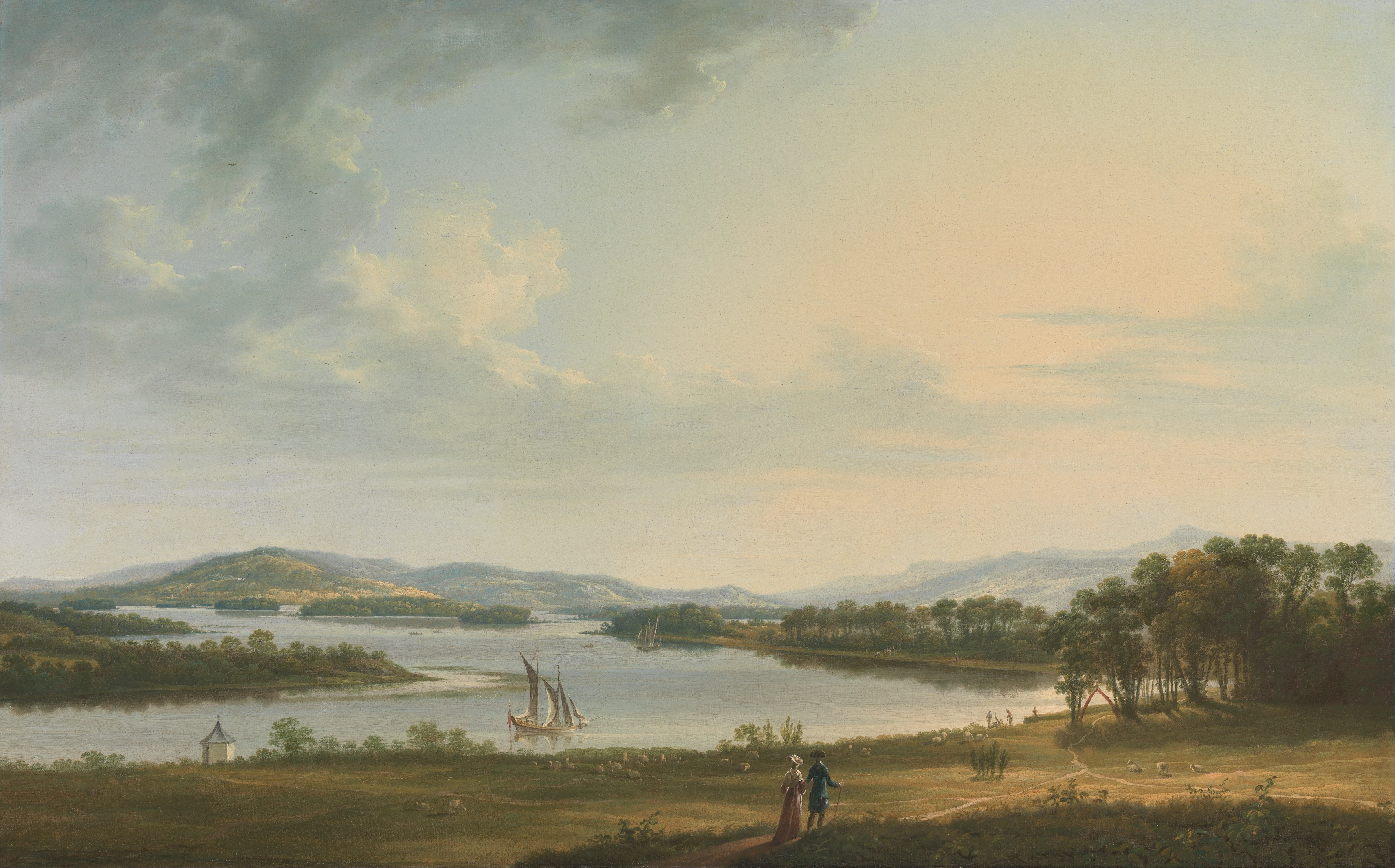
Lough Erne von Bellisle – Thomas Roberts

Auf beiden Teilen des Sees findet ein reger Bootstourismus statt; Berufsschifffahrt gibt es nur in geringem Umfang (Ausflugsfahrten von den größeren Orten). Die Seen können nach Einweisung durch den Bootsvermieter ohne Führerschein befahren werden. Für die Verwaltung der Wasserstraße und die Navigationseinrichtungen – die Orientierung ist durch die zahlreichen Inseln und Halbinseln erschwert – sorgt die Organisation Waterways Ireland, die grenzüberschreitend die Binnenwasserstraßen in der Republik Irland und in Nordirland verwaltet. Die Markierung mit Seezeichen (Marker) erfolgt nach einem eigenen Konzept und nicht nach IALA.

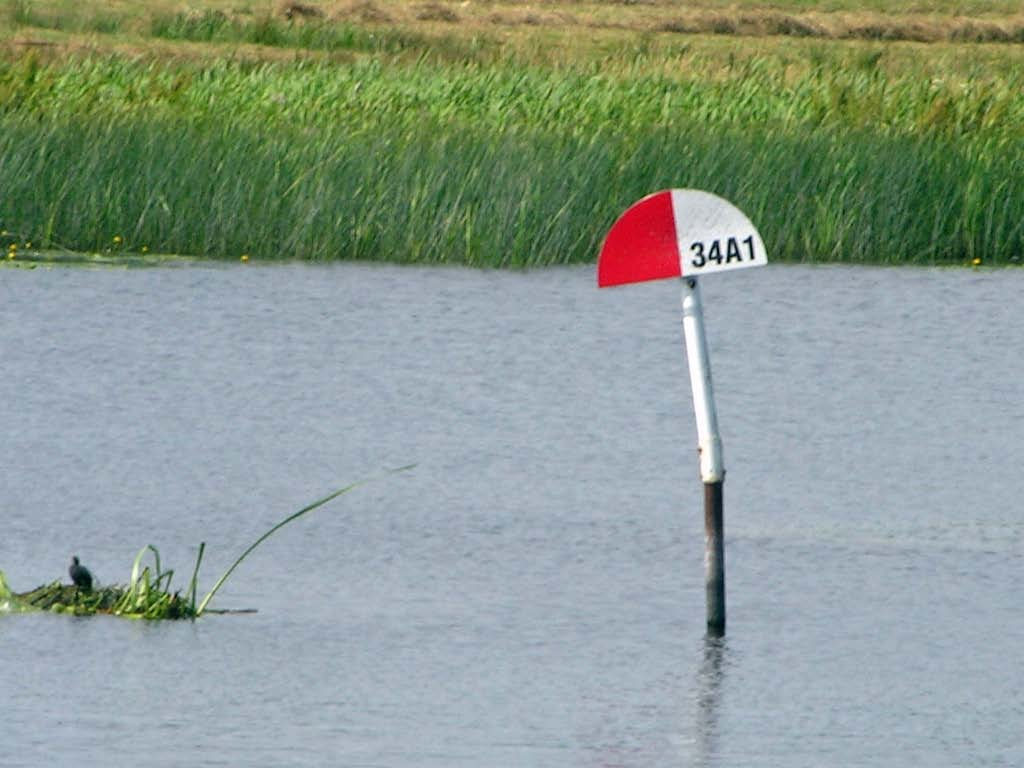
Navigationshilfe auf dem Lough Erne

Der Lough Erne ist seit der Wiedereröffnung des Verbindungskanals (heute SEW= Shannon-Erne-Waterways, vormals Ballinamore & Ballyconnell Canal genannt) im Jahre 1994 mit dem oberen Shannon bei Leitrim verbunden. Beide Seen sollen über zusammen 154 Inseln verfügen; die Angaben in verschiedenen Quellen gehen jedoch weit auseinander.
Wichtige Sehenswürdigkeiten in der Umgebung der Seen sind:
- Crom Castle
- Galloon (old cemetery)
- Burg, Museen; Cole Monument im Forthill Park in Enniskillen, Castle Coole bei Enniskillen
- Devenish Island (Klosterinsel mit Rundturm, nahe Enniskillen)
- Boa Island mit Steinfiguren[1]
- Tully Castle
- White Island (Kirchenruine, Skulpturen)
- Castle Archdale
- Portora Castle (an der Schleuse)
- View Point oberhalb Magho Jetty

## Lower Lough Erne(Loch Éirne Íochtair)
Der nördliche Seeteil bietet eine große weite Wasserfläche. Zu den Inseln gehören Boa Island, Cleenishmeen Island, Crevinishaughy Island, Cruninish Island, Devenish Island, Ely Island, Goat Island, Horse Island, Inish Davar, Inish Doney, Inish Fovar, Inish Lougher, Inish More, Inishmacsaint, Inishmakill, Lusty Beg Island, Lusty More Island und White Island.

## Upper Lough Erne(Loch Éirne Uachtair)
Der südliche Upper Lake ist deutlich stärker zerklüftet als der nördliche Seeteil; wegen der vielen Inseln und Halbinseln hat man bei der Bootsfahrt häufig nicht den Eindruck, sich auf einem See zu befinden, sondern in einem Fluss- und Kanalsystem. Zu den – teilweise in Privateigentum stehenden – Inseln im Upper Lake gehören Bleanish Island, Dernish Island, Inis Rath, Galloon Island, Inishcorkish, Inishcrevan, Inishfendra, Inishleague, Inishlught, Inishturk, Killygowan Island, Naan Island und Trannish.

## Bootstourismus
Es gibt eine Reihe von Bootsvermietern. Man kann an allen public jetties kostenlos anlegen und Wasser bunkern. Die Fäkalienentsorgung ist 2015 noch nicht durchgehend eingeführt (pump outs in Belleek, Round'O Enniskillen, Carrybridge, Galloon, Belturbet und bei den Vermietern). Alle Mietboote müssen über einen Fäkalientank verfügen. Nordirische Sportbootbasen befinden sich bei Lisnarick, Killadeas, Bellanaleck und Carrybridge; die Basis in Belturbet (Republik Irland) wird im Jahr 2015 durch die Aghinver Boat Company neu aufgebaut (Charter ab 2016).

## Sonstiges
Im Bereich des County Fermanagh (Nordirland) gilt als Zahlungsmittel das Pfund Sterling. Neben der Bank of England dürfen auch einige nordirische Banken Pfundnoten herausgeben.
Am Lakeland Forum (Broadmeadows Jetty), gegenüber vom Busbahnhof, befindet sich ein Informationszentrum für Touristen. Dort gibt es auch Fischlizenzen. Es wird empfohlen, die Einzelheiten zum Fischereirecht in beiden Ländern genau zu studieren.